# Caligo cachi
Caligo cachi är en fjärilsart som beskrevs av James John Joicey och William James Kaye 1917. Caligo cachi ingår i släktet Caligo och familjen praktfjärilar. Inga underarter finns listade i Catalogue of Life.